# Даніял Аметов
Даніал Аметов — кримськотатарський активіст, який займався самозахопленням земель в Україні, а також є членом неурядової організації «Advet».
Мета Аметова та його організації — повернути земельні права в Криму кримськотатарському народу, 200 000 з яких були насильно депортовано до Центральної Азії у 1944 році Йосипом Сталіним за підозрою у співпраці з нацистами. Кримським татарам було дозволено повернутися на батьківщину наприкінці радянської епохи, але їхні землі за їхньої відсутності були перерозподілено. Деякі члени громади почали будувати тимчасові будинки на землях, які вони прагнуть повернути, без законного дозволу. Аметов заявив, що «коли ми постійно отримували відмови від влади, нам довелося самоорганізуватися, тому що земля наших предків була віддана росіянам, і наша історична спадщина втрачалася».
У 2009 році 2000 татар на чолі з Аметовим провели демонстрацію в Сімферополі. У жовтні 2010 року Центральний районний суд Сімферополя засудив Аметова до чотирьох років позбавлення волі за умисне заподіяння легких або середньої тяжкості тілесних ушкоджень співробітнику міліції. Ця справа була пов'язана з інцидентом 2007 року, коли стверджувалося, що Аметов вдарив інспектора поліції в обличчя та завдав йому легкої травми носа. Вирок був підтриманий Сімферопольським апеляційним судом, але в березні 2011 року Вищий спеціалізований суд з цивільних і кримінальних справ скоротив термін до трьох років. У жовтні 2013 року активіст був звільнений з ув'язнення.
Вважається, що у володінні кримськотатарського політичного діяча Даніала Аметова перебуває майже 1,5 тисячі гектарів таких ділянок. Через це Аметов відомий під прізвиськом «король самозахоплень».
Після російської окупації Даніял Аметов висловив думку, що, ухваливши нову Конституцію Криму без врахування позиції кримських татар, чинна влада «Республіки Крим» демонструє позицію сили та диктату. Окрім того, він зауважив, що стосовно кримських татар існує ризик провокацій.